# 4e régiment de chasseurs d'Afrique
Le 4e régiment de chasseurs d'Afrique (4e RCA) est un régiment de cavalerie de l'armée française, créé en 1839 et dissous en 1962. Ses traditions sont gardées par le 4e régiment de chasseurs.

## Création et différentes dénominations
- 1839: création du 4e régiment de chasseurs d'Afrique .
- 1856: dissous; devient chasseurs de la Garde impériale
- 1867: nouvelle formation du 4e régiment de chasseurs d'Afrique.
- 1944: dissous.
- 1948: le 4e régiment de spahis tunisiens devient 4e régiment de chasseurs d'Afrique
- 1959 : dissous. Le 9e régiment de chasseurs d'Afrique est renommé 4e régiment de chasseurs d'Afrique
- 1962: dissous.

## Chefs de corps
- 1839-1842 : colonel Martin de Bourgon
- 1842-1846 : colonel Tartas
- 1846-1851 : colonel Dupuch de Feletz[1]
- 1851-1852 : colonel de Goussencourt
- 1852-1855 : colonel Coste de Champéron
- 1855-1856 : colonel de Cauvigny
- 1860-1865 : colonel Alexandre Bernard Simétrius Francq[2]
- 1867-1869 : colonel Champion Dubois de Nansouty
- 1869-1871 : colonel de Quélen
- 1871-1873 : colonel Bonvoust
- 1875 : colonel Innocenti
- 1883 : colonel Letenneur
- 1887 : colonel Courtiel
- 1895 : lieutenant-colonel du Puch[3]
- 1897 : colonel Michel-Wallon
- 1900 : colonel Bernard
- 1907-1914 : colonel de Buyer
- 1914 : lieutenant-colonel Gudin de Vallerin[4]
- 1914 : lieutenant-colonel Bardi de Fourtou
- 1917 : chef d'escadrons de Guibert (par intérim)
- 1917 : lieutenant-colonel Dugué-Mac Carthy
- 1918 : lieutenant-colonel Labauve
- 1919 : chef d'escadrons Bernard (par intérim)
- 1919-1926 : lieutenant-colonel de Clavière
- 1926-1928 : lieutenant-colonel d'Aumale
- 1928-1931 : colonel Vicq
- 1931-1934 : lieutenant-colonel de Calonne d'Avesmes
- 1934-1937 : colonel Marchal
- 1937-1940 : lieutenant-colonel Quesnel
- 1940-1941 : lieutenant-colonel Hallier
- 1941-1943 : colonel Guy Le Couteulx de Caumont (sl)
- 1943-1943 : lieutenant-colonel Jousseaume de la Bretesche
- 1943-1944 : colonel de Truchis de Varennes
- 1944-1945 : lieutenant-colonel de Vandière de Vitrac
- 1948-1948 : colonel R. Nicole
- 1948-1950 : lieutenant-colonel Moissenet
- 1950-1953 : lieutenant-colonel Roumiantsoff
- 1953-1957 : lieutenant-colonel J. Blanc
- 1957-1959 : lieutenant-colonel A. L'Eleu de la Simone
- 1959-1961 : colonel M. Renoult
- 1961-1962 : lieutenant-colonel H. Duclos de Bouillas

## Historique des garnisons, campagnes et batailles

### 1839 à 1854
- Elle ne cite pas suffisamment ses sources. Vous pouvez indiquer les passages à sourcer avec {{référence nécessaire}} ou {{Référence souhaitée}}, et inclure les références utiles en les liant aux notes de bas de page. (Marqué depuis mai 2022)
- Elle contient une ou plusieurs listes. Le texte gagnerait à être rédigé sous la forme d’un ou plusieurs paragraphes synthétiques, afin d’être plus agréable à lire. (Marqué depuis mai 2022)
- Son texte doit être wikifié : il ne correspond pas à la mise en forme Wikipédia (style, typographie, liens internes, liens entre les wikis, etc.). (Marqué depuis mai 2022)

Organisé à Bône le 23 décembre 1839 avec les 6e escadrons des 2e et 3e régiments de chasseurs d'Afrique et des détachements des 2e, 3e, 4e, 5e, 7e, 8e, 9e, 11e et 12e dragons, des 1er, 2e, 3e, 5e, 6e et 7e lanciers et du 2e hussards.

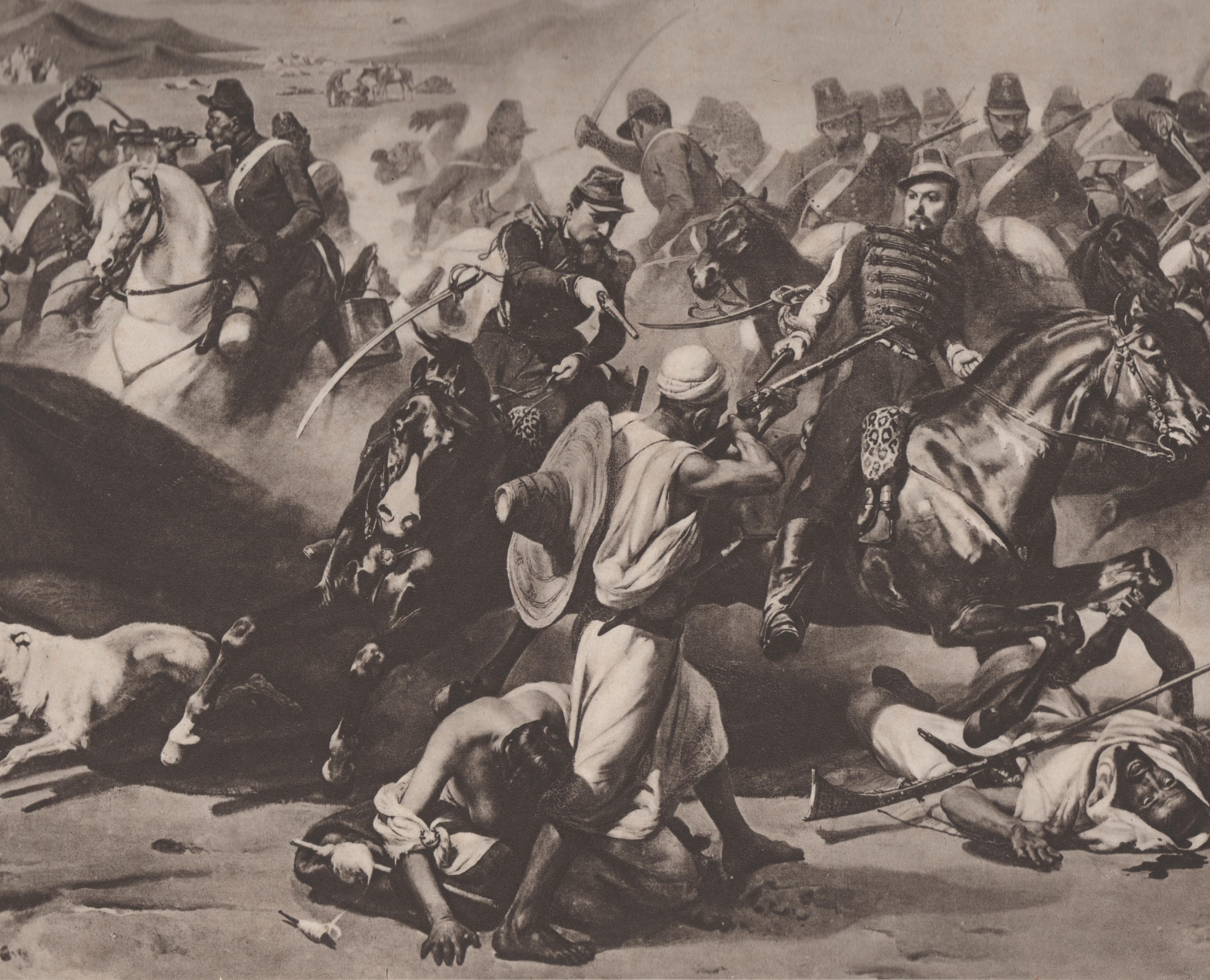
La prise de la smala d'Abd El Kader : le lieutenant-colonel Louis-Michel Morris chargeant à la tête du 4e RCA.

Il participe aux opérations militaires en Algérie de 1839 à 1853 :
- combat de Merjazergha en 1840 ; Expédition de Miliana en 1841 ; expédition de l'Ouarensemis 1842 ; expédition contre les Beni Menasser, les Beni Menad, les Beni Madoun, Taguin 1843 (prise de la smala d'Abd el-Kader par le duc d'Aumale) ; expédition contre les Flittas ; combat de l'Oued-Molah 1843 ; Isly 1844 ; expédition contre les Ouled-ali-ben-Hammed 1844 ; combat de Tifour, de la plaine de Mina, de l'Oued-Temba 1845 ; combat du Djebel-Sour 1848 ; siège de Laghouat 1852 ; expédition des Babors 1853
  - Il participe le 11 novembre 1843 au combat de l'oued El Malah ou est tué le kalifat, Mohammed Ben Allel dit Sidi-Embarek, conseiller d'Abd-el-Kader et qui était son véritable homme de guerre[réf. nécessaire].

### Second Empire
- Elle ne cite pas suffisamment ses sources. Vous pouvez indiquer les passages à sourcer avec {{référence nécessaire}} ou {{Référence souhaitée}}, et inclure les références utiles en les liant aux notes de bas de page. (Marqué depuis mai 2022)
- Elle contient une ou plusieurs listes. Le texte gagnerait à être rédigé sous la forme d’un ou plusieurs paragraphes synthétiques, afin d’être plus agréable à lire. (Marqué depuis mai 2022)
- Son texte doit être wikifié : il ne correspond pas à la mise en forme Wikipédia (style, typographie, liens internes, liens entre les wikis, etc.). (Marqué depuis mai 2022)

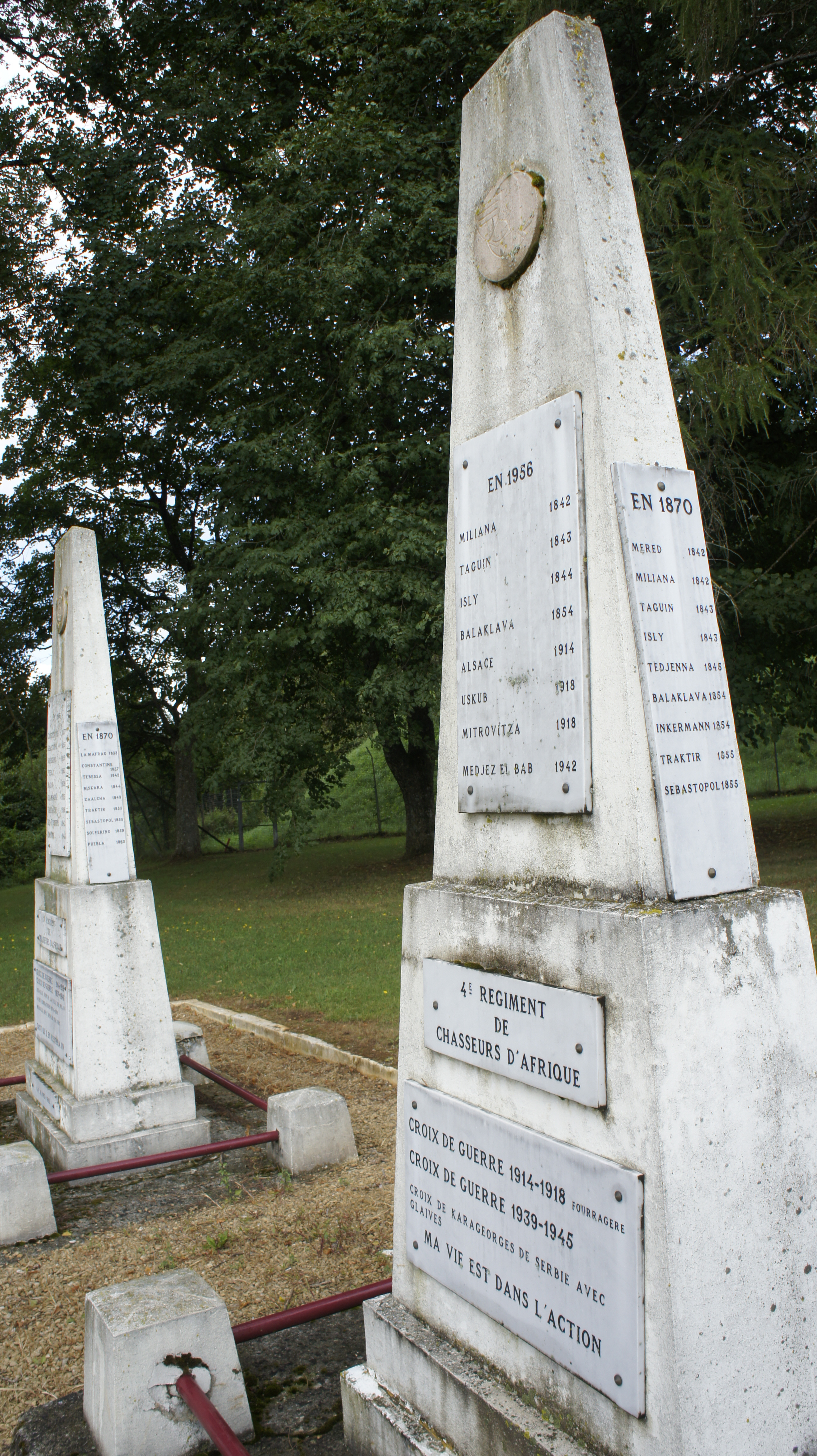
Le monument du 4e au Mémorail des chasseurs d'Afrique de Floing.

Il participe aux opérations en Crimée de 1854 à 1856, avec l'Armée d'Orient
- Balaklava où aux ordres du colonel de Champéron, il charge pour sauver la brigade légère anglaise de la destruction totale[6]
- Inkerman

Le régiment est licencié le 5 avril 1856, une partie de ses effectifs formant le régiment des chasseurs de la Garde Impériale.
Le 4e régiment de Chasseurs d'Afrique est recréé à Mostaganem le 1er avril 1867, avec des détachements du 1er, 2e, 3e régiment de chasseurs d'Afrique, du 1er hussards et du 4e chasseurs.
En 1870, il participe aux opérations dans le Sud-Ouest algérien.

- France 1870-1871

Au 1er août 1870, le 4e régiment de chasseurs d'Afrique fait partie de l'Armée du Rhin.
Avec le 2e régiment de chasseurs d'Afrique du colonel de la Martinière, le 4e forme la 2e Brigade aux ordres du général de Lajaille. Cette 2e Brigade avec la 1re Brigade du général Margueritte et deux batteries à cheval, constituent la 1re division de cavalerie commandée par le général de division baron du Barail. Cette division de cavalerie évolue au sein de la réserve de cavalerie ayant pour commandant en chef l'empereur Napoléon III.

- 7 août - de Lunéville, la 1re division devait rejoindre Metz

- 31 août 1870 - Bataille de Sedan

Avec l'Armée de la Loire, il fournit 2 escadrons au 2e régiment de marche de Chasseurs d'Afrique.

### 1871 à 1914
- Elle ne cite pas suffisamment ses sources. Vous pouvez indiquer les passages à sourcer avec {{référence nécessaire}} ou {{Référence souhaitée}}, et inclure les références utiles en les liant aux notes de bas de page. (Marqué depuis mai 2022)
- Elle contient une ou plusieurs listes. Le texte gagnerait à être rédigé sous la forme d’un ou plusieurs paragraphes synthétiques, afin d’être plus agréable à lire. (Marqué depuis mai 2022)
- Son texte doit être wikifié : il ne correspond pas à la mise en forme Wikipédia (style, typographie, liens internes, liens entre les wikis, etc.). (Marqué depuis mai 2022)

- Sud-Oranais 1881-1882
- Tunisie 1882

Pendant l'insurrection de 1881-1882, le régiment combat à Chellaha 1881 ; contre les Beni-Guil, les Hamyan, les Sidi-Ckeik et au combat de Temaïd-ben-Salem en 1882.

### Première Guerre mondiale
- Elle ne cite pas suffisamment ses sources. Vous pouvez indiquer les passages à sourcer avec {{référence nécessaire}} ou {{Référence souhaitée}}, et inclure les références utiles en les liant aux notes de bas de page. (Marqué depuis mai 2022)
- Elle contient une ou plusieurs listes. Le texte gagnerait à être rédigé sous la forme d’un ou plusieurs paragraphes synthétiques, afin d’être plus agréable à lire. (Marqué depuis mai 2022)
- Son texte doit être wikifié : il ne correspond pas à la mise en forme Wikipédia (style, typographie, liens internes, liens entre les wikis, etc.). (Marqué depuis mai 2022)

#### 1914
- Alsace

#### 1918
Armée française d'Orient
- Uskub
- Mitrovitza
- Libération de l'Albanie

### Entre-deux-guerres

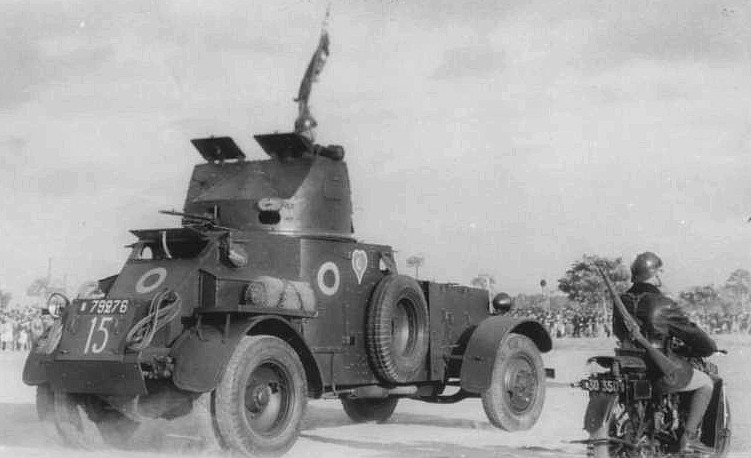
Laffly 50 AM du régiment en Tunisie, vers 1938.

Régiment à cheval, le 4e RCA est partiellement motorisé le 1er avril 1933 : il reçoit deux escadrons d'automitrailleuses de découverte (AMD) Laffly 50 (3e et 4e escadrons). Le 30 octobre 1934, le 2e escadron du régiment est motorisé avec le matériel (Laffly 50 AM et Berliet VUDB) du 6e escadron du 1er régiment étranger de cavalerie.

### Seconde Guerre mondiale

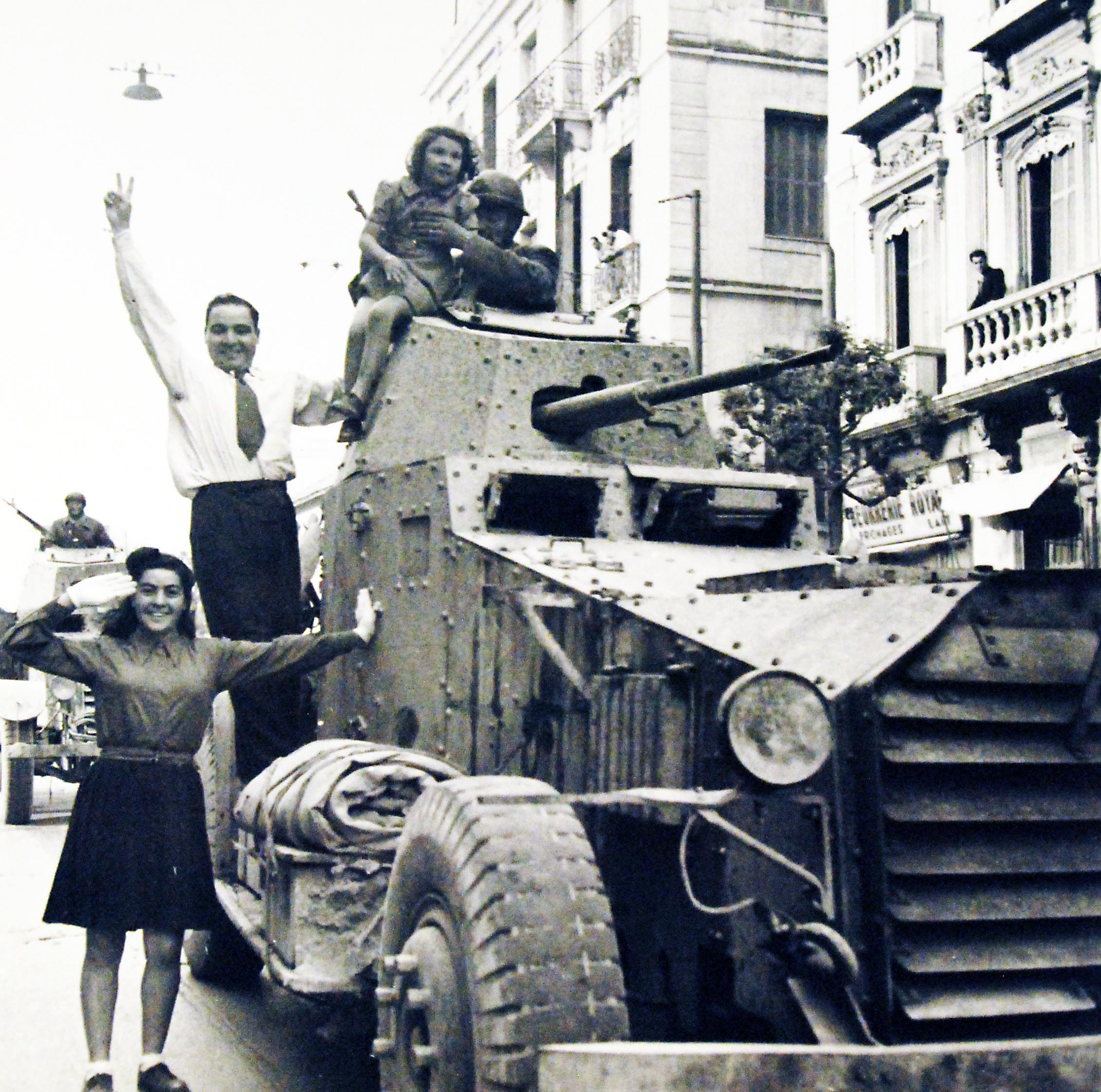
Laffly 80 AM du 4e RCA à Tunis en mai 1943.

#### 1939
Le 4e RCA est déployé face à l'Italie fasciste, restée neutre au déclenchement de la Seconde Guerre mondiale. Son 2e escadron est notamment rattaché au 1er RCA de la 6e DLC.

#### 1942
Le 4e RCA est engagé en 1942-1943 dans la campagne de Tunisie. Dès l'invasion de la Tunisie par les Allemands le 9 novembre, le 4e RCA reçoit l'ordre de ne pas intervenir. Le régiment participe ensuite au premier combat le 19 novembre 1942 à Medjez el-Bab.

#### 1943
En 1943, il doit être affecté à la 3e division blindée mais devient un régiment d'instruction, dissous en 1944.

### de 1945 à nos jours
Le 4e régiment de chasseurs d'Afrique est recréé à Gabès le 1er août 1948 par changement de nom du 4e régiment de spahis tunisiens. Initialement doté d'automitrailleuses M8, le régiment reçoit en renfort 17 chars légers M24 en 1951.
Le 4e RCA est dissous en 1959 après le retrait français de Tunisie. Le 9e RCA de Batna, en Algérie, est alors renommé 4e régiment de chasseurs d'Afrique. Il est alors équipé de chars légers M24 et d'automitrailleuses M8.
Le 4e RCA est définitivement dissous le 15 novembre 1962 à Sissonne.

## Traditions

### Devise
Ma vie est dans l'action

### Insigne

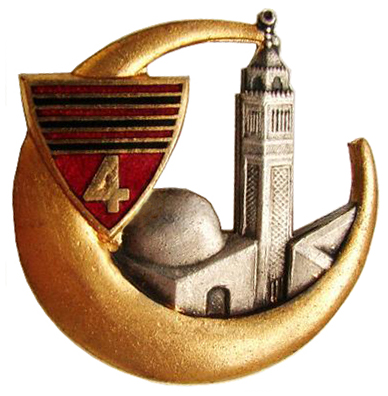
Insigne du 4e RCA - Type 1
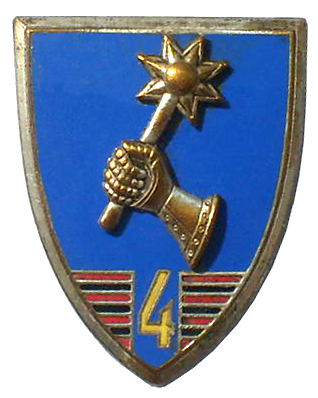
Insigne du 4e RCA - Type 2

L'insigne premier modèle du 4e RCA présente une mosquée dans un croissant, chargé d'un écusson portant le numéro 4. Le second modèle, créé en 1959, est une reprise directe de l'insigne du 9e RCA, le numéro 9 étant remplacé par le numéro 4.

### Étendard

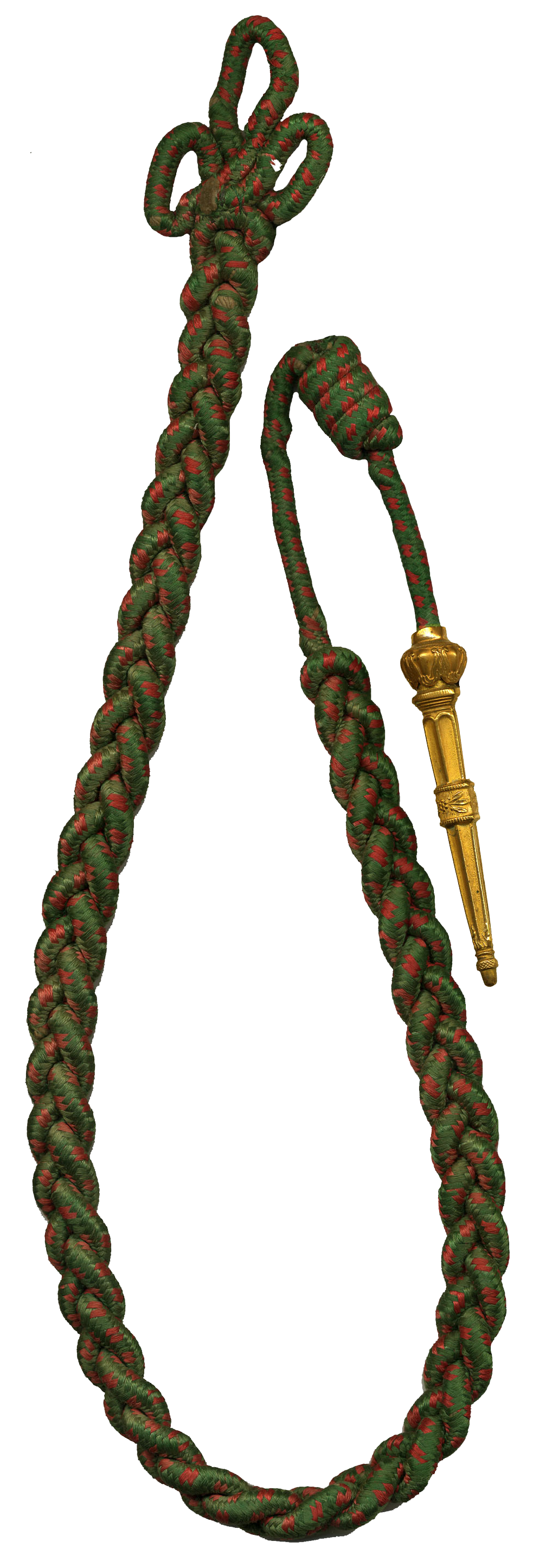
Fourragère aux couleurs du ruban de la croix de guerre 1914-1918

Il porte, cousues en lettres d'or dans ses plis, les inscriptions suivantes, :
- Miliana 1842
- Taguin 1843
- Isly 1844
- Balaklava 1854
- Alsace 1914
- Uskub 1918
- Mitrovitza 1918
- Medjez-El-Bab 1942
- AFN 1952-1962

### Décorations
Sa cravate est décorée :
- croix de guerre 1914-1918 avec deux palmes,
- croix de guerre 1939-1945 avec une palme,
- croix de l'ordre serbe de Kara-Georges de 4e rang avec glaives,
- croix de guerre serbe avec citation à l'ordre de l'armée.

- il a le droit au port de la fourragère aux couleurs du ruban de la croix de guerre 1914-1918.

### Chant
C'est nous les descendants des régiments d'Afrique.

Gardiens, gardiens et défenseurs d'empires magnifiques.

## Personnalités ayant servi au sein du régiment
- Charles de Foucauld (1858-1916)
- Georges-Paul Borrel (1886-1944), administrateur des colonies françaises et homme de lettres
- Maurice Géminel (1920-2013)

## Sources et bibliographies
- Sur la vie d'un chasseur d'Afrique (4e RCA) durant la grande Guerre, voir: "L'Histoire d'un conscrit de 1913", d'Elie DUREL, Edilarge (Ed Ouest France) 2008.
- Jacques Sicard et François Vauvillier (ill. Frédéric Robin), Les Chasseurs d'Afrique, Paris, Histoire & collections, coll. « L' encyclopédie de l'Armée Française » (no 1), 1999, 182 p. (ISBN 978-2-908182-87-3).
- Historique du 4e régiment de chasseurs d'Afrique depuis sa formation 1839 jusqu'à la fin de la Grande Guerre 1919, Bizerte, Impr. française, 108 p., lire en ligne sur Gallica.